# Dayana Mendoza
Dayana Sabrina Mendoza Moncada (* 1. června 1986 Caracas, Venezuela) je venezuelská modelka. V roce 2007 vyhrála soutěž Miss Venezuela, v roce následujícím získala titul Miss Universe.